# Jolán
Jolán est un prénom hongrois féminin.

## Personnalités portant ce prénom
- Jolán Földes (Yolande Foldes ou Yolande Clarent), (1902-1963) une écrivaine hongroise.
- Jolán Kleiber, (1939-) athlète hongroise.
- Pour l'ensemble des articles sur les personnes portant ce prénom, consulter :
  - la liste des articles dont le titre commence par ce prénom
  - les listes produites par Wikidata : Liste des personnes de prénom « Jolán » — même liste en incluant les éventuels prénoms composés qui contiennent « Jolán ».